# Catarina Simão
Pour les articles homonymes, voir Simao.
Catarina Simão née en 1972 à Lisbonne au Portugal, est une artiste contemporaine. Elle utilise le film, la vidéo, l'installation, la photographie et le dessin. Elle travaille à partir d'images d'archives sur l'histoire anticoloniale et indépendantiste du Mozambique.

## Biographie
Catarina Simão est née en 1972 au Portugal. Depuis 2009, elle travaille à partir d'images d'archives sur l'histoire anticoloniale et indépendantiste du Mozambique. Elle remet en question les notions d'archives.
En 2014, Catarina Simão réalise Effects of wording - The Mozambique Archive Series. Ce film interroge la mémoire des documents historiques, des photographies et des dessins produits lors de la guerre d'indépendance du Mozambique, dans les années 1960.
En 2016, elle réalise Djambo. Carlos Djambo, ancien photographe de la guérilla revisite les lieux de la lutte de libération qu'il a documentée. Ses photographies et les rencontres avec les personnes qui ont partagé son expérience de la lutte constituent le fil conducteur du film qui révèle un pays à l'opposé de celui qui a été idéalisé.
Pour l'exposition R-humor, Catarina Simão confronte ses recherches effectuées au musée national d'ethnologie de Nampula au Mozambique avec 245 photographies. Ces photographies sont un témoignage de la collection d'art Makondé du musée de Nampula. Elles ont été transférées en République démocratique allemande, pour être conservées au Musée Grassi d'ethnologie de Leipzig. Ces images questionnent la construction du discours du musée sur l'histoire et ses collections coloniales. Par la juxtaposition des œuvres et des archives, elle montre nettement l'influence de l'art des colonisateurs dans les sculptures locales. Les artistes colonisés utilisent la satire, l'ironie et l'humour pour dépeindre les colonisateurs portugais. Les œuvres qui composent l'exposition sont constituées d'archives publiques et privées, d'extraits d'informations télévisées de propagande de 1930 à 2019 provenant du Mozambique, du Portugal, d'Allemagne et des États-Unis.
Les artistes portugaises Ângela Ferreira et Catarina Simão sont les deux représentantes du Portugal à la 17e Biennale d'Istanbul.

## Films
- Effects of Wording, The Mozambique Archive Series, 29 minutes, 2014[5]
- Djambo, 52 minutes, 2016

## Expositions
- Fora de campo: arquivo de cinema de Moçambique, Carpe Diem Arte e Pesquisa, Lisbonne, 2011[6]

- Vidéo Catarina Simão, Musée d'art de São Paulo, Brésil, 2018

- R-humor, Galeria Avenida da Índia, Lisbonne, 2020[4]